# Madeline Lee Gilford
Madeline Lee Gilford (30 de mayo de 1923 – 15 de abril de 2008) fue una actriz teatral y cinematográfica y activista social de nacionalidad estadounidense, y que en los últimos años de su carrera se dedicó a la producción teatral. 

## Primeros años
Su verdadero nombre era Madeline Lederman, y nació en el Bronx, en la ciudad de Nueva York, en el seno de una familia de inmigrantes Polacos. Empezó a trabajar como actriz infantil cuando tenía tres años de edad. Gilford incluso habría participado en algunas cintas de La Pandilla rodadas en Brooklyn en la década de 1920. Ya más adelantada su carrera, fue actriz radiofónica y teatral, trabajando entre otras en la obra Embezzled Heaven en 1944, junto a Ethel Barrymore.

## Activismo social
Gilford empezó su activismo en sus primeros años. Fue la organizadora del National Student Union en la Walton High School del Bronx, motivo por el cual fue expulsada del centro. Gilford conoció a su futuro marido, el actor Jack Gilford, en una reunión política de carácter izquierdista en 1947. Aunque ambos estaban casados en esa época, se divorciaron de sus cónyuges respectivos y se casaron en 1949, permaneciendo unidos cuarenta años, hasta el fallecimiento de él en 1990.

## Era McCarthy
Tanto Madeline como Jack fueron incluidos en la lista negra de Hollywood durante la era del Macarthismo, en gran parte de la década de 1950. Ambos fueron específicamente nombrados por el coreógrafo Jerome Robbins durante su testimonio ante el Comité de Actividades Antiestadounidenses, y ella fue citada a declarar en el Comité en 1953. Un artículo de 1953 del New York Times afirmaba que ella se había acogido a la Primera, Cuarta, Quinta y Octava enmiendas de la Constitución de los Estados Unidos como razones en contra del interrogatorio. En la misma audiencia, a Gilford le preguntaron por el Día del Trabajo de 1942, evento en el cual ella había participado. Según el New York Times, Gilford inmediatamente replicó al Comité que ella era una comediante, y no Juana de Arco, y que las palabras 'retractarse', 'confesar', 'usted es una hereje', no eran de su gusto.
Jack Gilford también testificó en la misma audiencia que su esposa. Ambos tuvieron problemas para encontrar trabajo en el mundo del espectáculo durante el resto de los años cincuenta y de la Era McCarthy, ya que pasaron a formar parte de la lista negra de Hollywood. A pesar de ello Madeline pudo encontrar algún trabajo durante ese tiempo, habitualmente fuera de la pantalla, y en una entrevista en el año 2003 con el periódico The Forward explicaba que "no había lista negra en Broadway". Para poder salir adelante, el matrimonio en ocasiones hubo de pedir dinero prestado a sus amistades.

## Últimos años de carrera
Madeline Lee Gilford continuó con su papel como activista social tras el final de la Era McCarthy. Participó de forma destacada en manifestaciones a favor del Movimiento por los derechos civiles en Estados Unidos, y estuvo cerca de la tribuna en el discurso de 1963 Yo tengo un sueño, llevado a cabo por Martin Luther King Jr. en el Monumento a Lincoln. Muchos años después, en 1999, fue arrestada por desobediencia civil mientras protestaba por la muerte de Amadou Diallo ocurrida en Nueva York por disparos de la policía.
Gilford escribió en 1978 unas memorias con Kate Mostel, esposa de Zero Mostel, tituladas 170 Years in Show Business. El libro versaba sobre la vida profesional y personal de las dos parejas, incluyendo sus relaciones con otras celebridades del espectáculo, desde Dorothy Parker a Lotte Lenya.
En los años ochenta Gilford trabajó como productora teatral en Broadway, así como directora de casting. En 1982 fue coproductora de la obra The World of Sholom Aleichim, la cual protagonizó su marido, y en 1986 hizo lo mismo con el musical de Broadway Rags. A pesar de estas actividades, continuó actuando hasta poco antes de su fallecimiento. Entre sus últimas intervenciones para la televisión figuraba la serie Law & Order, y entre sus actuaciones cinematográficas destacan The Birdcage, La familia Savage, Cocoon: The Return y The Old Feeling.
Una de sus últimas actuaciones para la pantalla fue la que hizo para la película de 2008 Sex and the City, adaptación para la televisión de la serie televisiva de la HBO.

## Fallecimiento
Madeline Lee Gilford falleció en 2008 en su apartamento de Greenwich Village, en la ciudad de Nueva York. Tenía 84 años de edad. Su funeral se celebró en la Capilla Riverside Memorial, en el Upper West Side de Manhattan, siendo enterrada en el Cementerio Mount Hebron en Flushing, Queens, Nueva York.